# Bunari
Bunari este o arie protejată (sit de importanță comunitară — SCI) din Croația întinsă pe o suprafață de 0,08 ha, integral pe uscat.

## Localizare
Centrul sitului Bunari este situat la coordonatele 43°55′52″N 16°00′18″E / 43.931°N 16.005°E.

## Înființare
Situl Bunari a fost declarat sit de importanță comunitară în iulie 2013 pentru a proteja un număr necunoscut de specii din flora spontană și fauna sălbatică aflate în arealul zonei.

## Biodiversitate
Situată în ecoregiunea mediteraneană, aria protejată conține 1 habitat natural: Iazuri temporare mediteraneene.
La baza desemnării sitului se află un număr nedeclarat de specii protejate.
Pe lângă speciile protejate, pe teritoriul sitului au mai fost identificate 1 specie de plante.